# Sint-Michaelskerk (Dennenburg)
De Sint-Michaelskerk is een voormalige rooms-katholieke kerk in de Nederlandse plaats Dennenburg. De kerk is gewijd aan de aartsengel Michaël. 
Van de kerk is een vermelding aanwezig uit de 11e eeuw. Het in romaanse stijl gebouwde schip van de kerk is ook uit deze periode. De noordelijke en zuidelijke muur van het schip zijn oorspronkelijk opgebouwd uit tufsteen, maar is rond 1850 grotendeels vervangen door baksteen. De noordelijke muur is voorzien van rondboogvensters, waar de zuidelijke muur spitsboogvensters bevat. Het priesterkoor, dat hoger is dan het schip, is van de 16e eeuw en heeft eveneens spitsboogvensters. Het koor wordt ondersteund door steunberen.
De kerk heeft een vierkante, bakstenen toren waarvan delen uit de 13e eeuw zijn. Rond 1500 is de toren verhoogd en voorzien van een tentdak. Het interieur is overgebracht naar de Antonius Abtkerk in Bokhoven. De kerk is rond 1958 gerestaureerd en in 1965 aangewezen als rijksmonument.

## Galerij

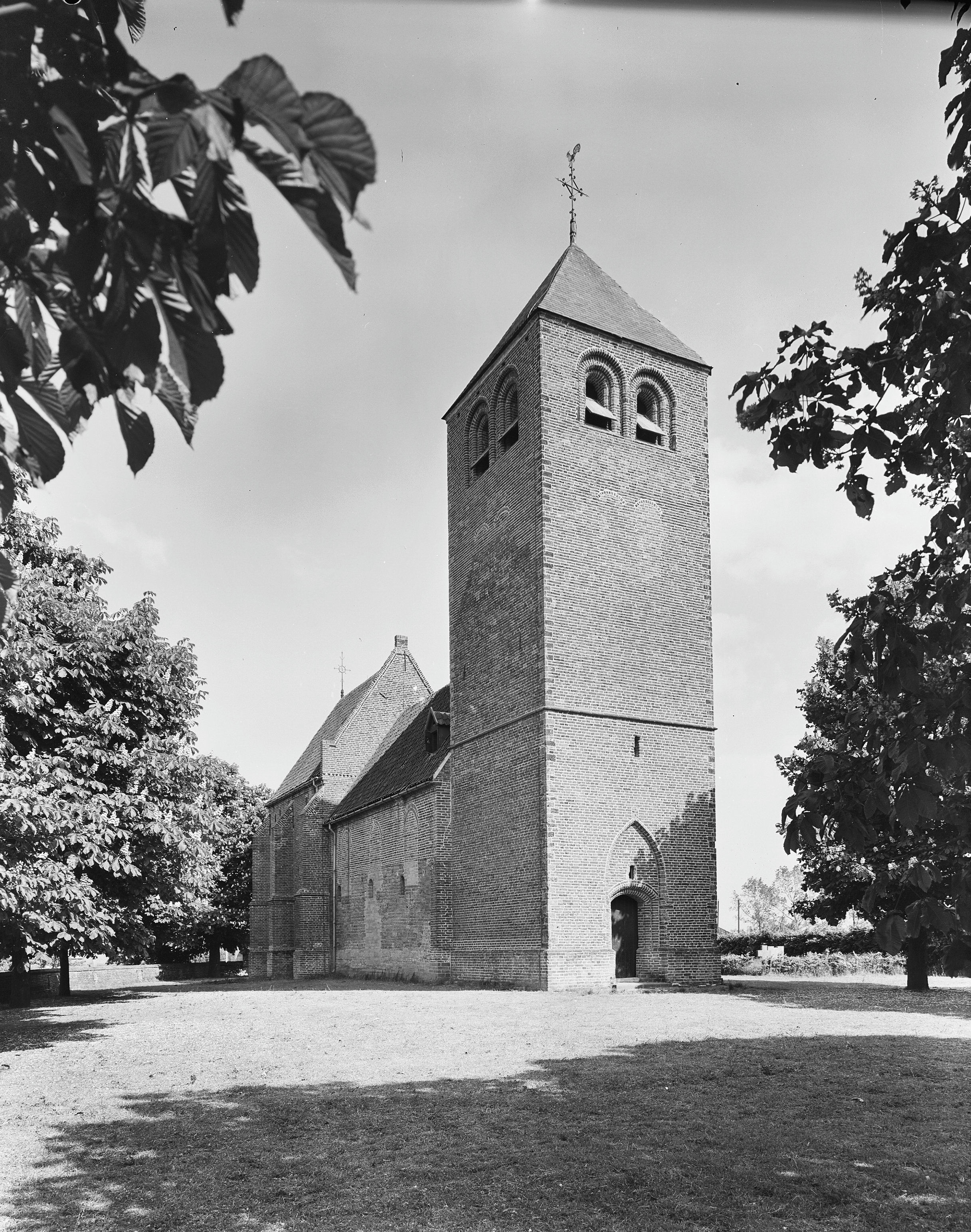
Aanzicht (1970)
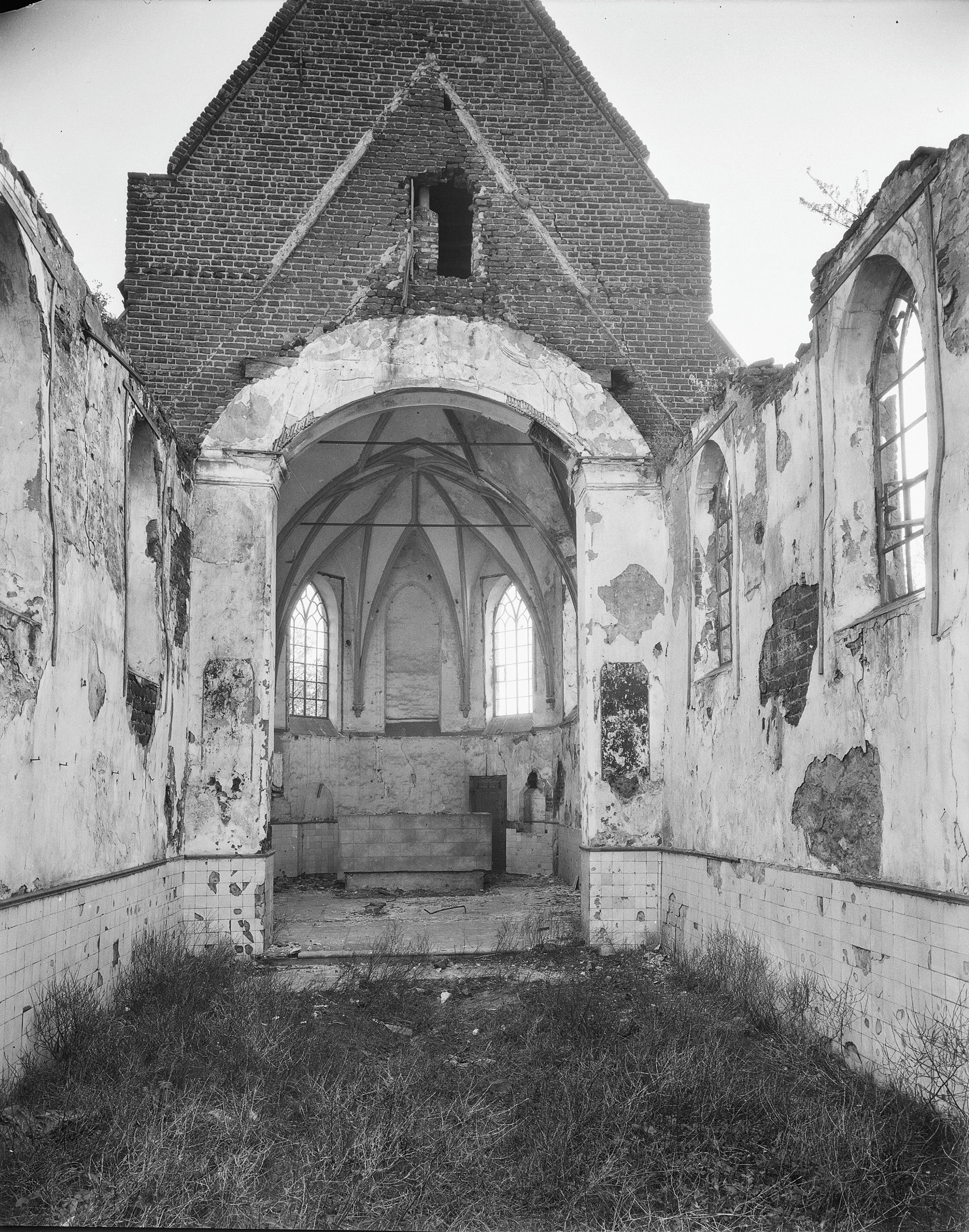
Interieur (1954)
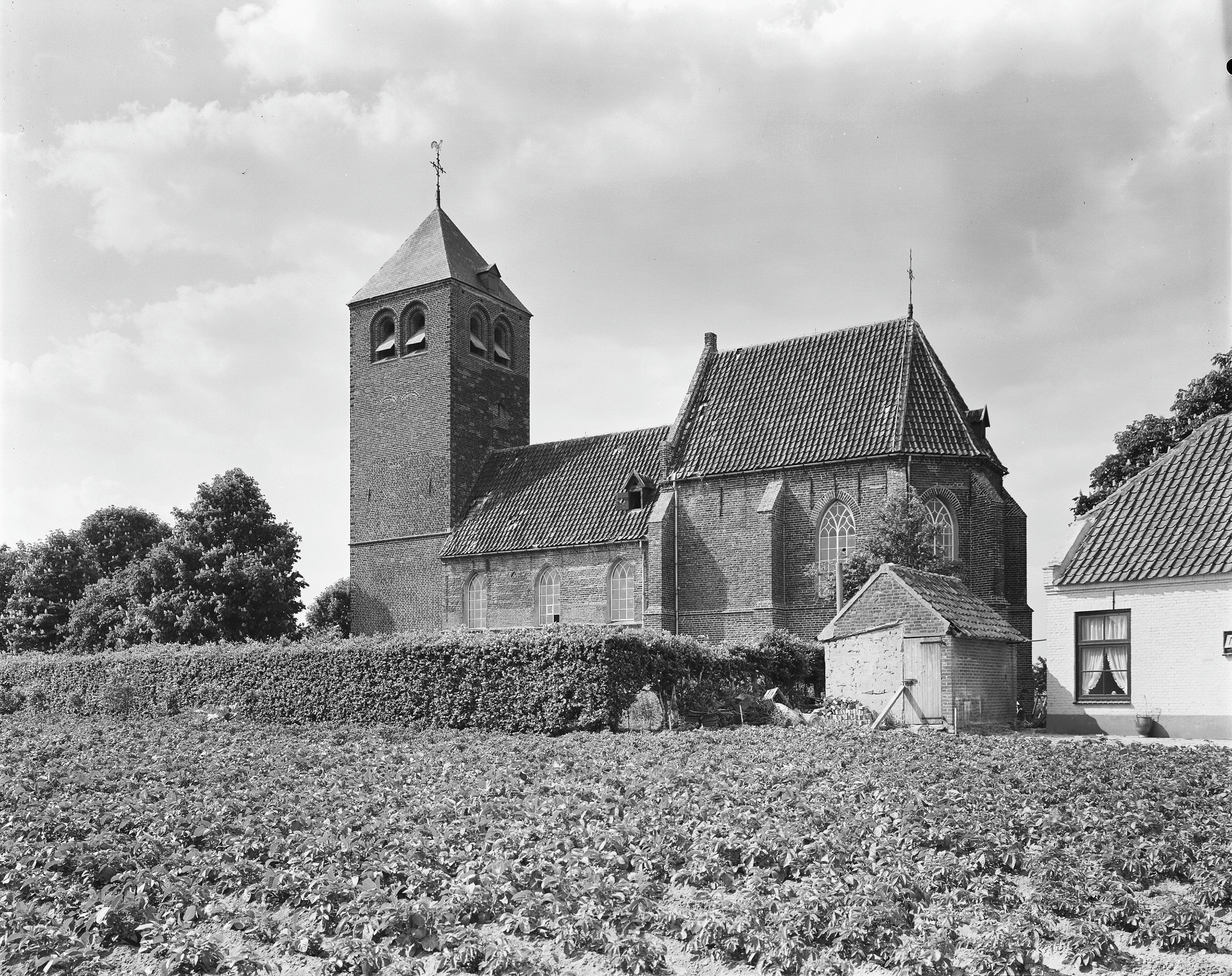
Zuidzijde (1970)
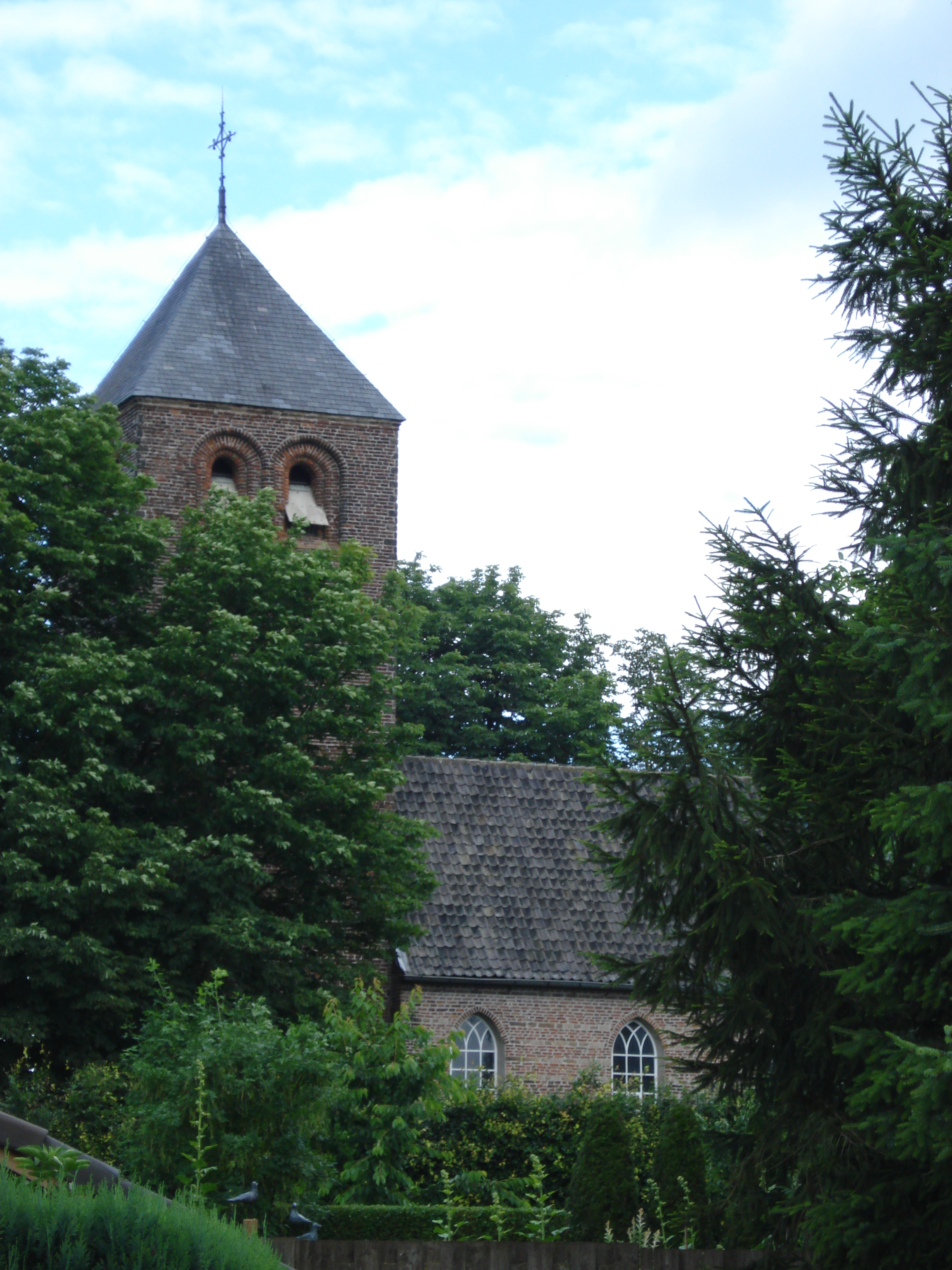
Kerk in 2007